# Raiffeisenbank Oberteuringen-Meckenbeuren
Die Raiffeisenbank Oberteuringen-Meckenbeuren eG ist eine Genossenschaftsbank mit Sitz in der baden-württembergischen Gemeinde Oberteuringen im Bodenseekreis.

## Geschichte
Am 30. Januar 1921 wurde in Oberteuringen die Genossenschaftsbank Oberteuringen gegründet. Am 22. April 1969 erfolgte die Umfirmierung in Raiffeisenbank Oberteuringen eGmbH.
Die ehemalige Genossenschaftsbank Meckenbeuren eingetragene Genossenschaft wurde im Jahr 1923 gegründet. Das Statut wurde am 2. Juni 1923 errichtet.
Die heutige Raiffeisenbank Oberteuringen-Meckenbeuren entstand im Jahr 2018 aus der Fusion der Raiffeisenbank Oberteuringen eG mit der Genossenschaftsbank Meckenbeuren eingetragene Genossenschaft mit dem Sitz in Meckenbeuren. Zuvor fusionierte die Raiffeisenbank Oberteuringen eG im Jahr 1999 mit der Raiffeisenbank Taldorf eG mit dem Sitz in Taldorf.

## Rechtsverhältnisse
Die Raiffeisenbank Oberteuringen-Meckenbeuren eG ist im Genossenschaftsregister beim Amtsgericht Freiburg unter GnR 580065 eingetragen.

## Organisationsstruktur
Rechtsgrundlagen sind das Genossenschaftsgesetz und die durch die Generalversammlung beschlossene Satzung. Organe der Bank sind der Vorstand, der Aufsichtsrat und die Generalversammlung.

## Sicherungseinrichtung
Die Raiffeisenbank Oberteuringen-Meckenbeuren eG ist der amtlich anerkannten Sicherungseinrichtung des Bundesverbandes der Deutschen Volksbanken und Raiffeisenbanken GmbH und der zusätzlichen freiwilligen Sicherungseinrichtung des Bundesverbandes der Deutschen Volksbanken und Raiffeisenbanken e.V. angeschlossen.

## Geschäftsausrichtung
Die Raiffeisenbank Oberteuringen-Meckenbeuren eG betreibt das Universalbankgeschäft. Im Verbundgeschäft arbeitet sie mit der DZ Bank, R+V Versicherung, Bausparkasse Schwäbisch Hall, Teambank, VR Leasing, Münchener Hypothekenbank, DZ Hyp und der Union Investment zusammen. 

## Geschäftsgebiet
Das Geschäftsgebiet liegt im Zentrum des Bodenseekreises und im Süden des Landkreises Ravensburg.
An diesen Orten betreibt die Bank Filialen:
- Oberteuringen (Hauptstelle, jur. Sitz)
- Meckenbeuren (Geschäftsstelle)
- Oberzell (Geschäftsstelle)
- Bavendorf (SB-Geschäftsstelle)